# 1903 County Championship
Navigation
Édition précédente Édition suivante
Le 1903 County Championship fut le quatorzième County Championship et se déroule du 4 mai au 3 septembre 1903. Le Middlesex remporta son premier championnat mettant ainsi fin à trois titres successifs du Yorkshire. Sussex a terminé deuxième pour la deuxième saison consécutive.

## Tableau final
Un point a été accordé pour une victoire et un point a été enlevé pour chaque défaite, donc:
- 1 pour une victoire
- 0 pour un match nul
- -1 pour une défaite

| Equipe          | Pld | W  | L  | D  | A | Pts | Fin | %Fin   |
| --------------- | --- | -- | -- | -- | - | --- | --- | ------ |
| Middlesex       | 18  | 8  | 1  | 7  | 2 | 7   | 9   | 77.77  |
| Sussex          | 24  | 7  | 2  | 14 | 1 | 5   | 9   | 55.55  |
| Yorkshire       | 26  | 13 | 5  | 8  | 0 | 8   | 18  | 44.44  |
| Lancashire      | 26  | 10 | 5  | 11 | 0 | 3   | 15  | 33.33  |
| Nottinghamshire | 20  | 6  | 4  | 10 | 0 | 2   | 10  | 20.00  |
| Worcestershire  | 20  | 8  | 6  | 6  | 0 | 2   | 14  | 14.28  |
| Warwickshire    | 18  | 5  | 4  | 9  | 0 | 1   | 9   | 11.11  |
| Essex           | 22  | 7  | 6  | 7  | 2 | 1   | 13  | 7.69   |
| Kent            | 22  | 7  | 6  | 7  | 2 | 1   | 13  | 7.69   |
| Somerset        | 18  | 6  | 6  | 5  | 1 | 0   | 12  | 0.00   |
| Surrey          | 28  | 7  | 11 | 9  | 1 | –4  | 18  | –22.22 |
| Derbyshire      | 16  | 4  | 7  | 5  | 0 | –3  | 11  | –27.27 |
| Gloucestershire | 20  | 3  | 10 | 7  | 0 | –7  | 13  | –53.84 |
| Hampshire       | 18  | 1  | 10 | 4  | 3 | –9  | 11  | –81.81 |
| Leicestershire  | 18  | 1  | 10 | 4  | 3 | –9  | 11  | –81.81 |
| Source:         |     |    |    |    |   |     |     |        |

### Résumé statistique
| Most runs | Most runs | Most runs        | Most runs  |
| Aggregate | Average   | Joueur           | Comté      |
| --------- | --------- | ---------------- | ---------- |
| 2,413     | 80.43     | C. B. Fry        | Sussex     |
| 1,618     | 44.94     | Johnny Tyldesley | Lancashire |
| 1,565     | 40.12     | Archie MacLaren  | Lancashire |
| 1,449     | 34.50     | Ernie Hayes      | Surrey     |
| 1,428     | 44.62     | Percy Perrin     | Essex      |
| Source:   |           |                  |            |

| Most wickets | Most wickets | Most wickets   | Most wickets |
| Aggregate    | Average      | Joueur         | Comté        |
| ------------ | ------------ | -------------- | ------------ |
| 143          | 14.72        | Wilfred Rhodes | Yorkshire    |
| 137          | 13.05        | Charlie Blythe | Kent         |
| 131          | 17.85        | Sydney Barnes  | Lancashire   |
| 123          | 12.17        | Sam Hargreave  | Warwickshire |
| 115          | 12.79        | George Hirst   | Yorkshire    |
| Source:      |              |                |              |